# Laurent Bonnart
Laurent Bonnart (Chambray-lès-Tours, 25 dicembre 1979) è un ex calciatore francese, di ruolo difensore.